# Demasiado corazón
Pour plus de détails, voir Fiche technique et Distribution.
Demasiado corazón est un film espagnol réalisé par Eduardo Campoy, sorti en 1992.

## Synopsis
Ana commence une nouvelle vie à Cadix. Un jour, sa sœur jumelle, Clara dont elle s'est éloignée, décide de revenir dans sa vie.

## Fiche technique
- Titre : Demasiado corazón
- Réalisation : Eduardo Campoy
- Scénario : Agustín Díaz Yanes
- Musique : Mario de Benito
- Photographie : Alfredo Mayo
- Montage : Luis Manuel del Valle
- Production : Fernando de Garcillán et Edmundo Gil (producteurs délégués)
- Pays :  Espagne
- Genre : Drame et thriller
- Durée : 95 minutes
- Dates de sortie : 
  -  Espagne : 18 septembre 1992

## Distribution
- Victoria Abril : Ana / Clara
- Manuel Bandera : Antonio Cossío
- Pastora Vega : Charo
- Mónica Molina : Chica
- Manuel Gil : la mari de Clara
- Borja Gonzalez : Borja
- Helio Pedregal : Eduardo
- Aitor Merino : Juan Castro
- Eduardo Calvo : le beau-père de Clara
- Claudia Gravy : Luisa
- Antonio Alvarez : Alfredo

## Distinctions
Le film a été nommé pour deux prix Goya.